# Pkaïla
La pkaïla, également appelée pkela, est un plat chaud typique de la cuisine judéo-tunisienne.
Il s'agit de l'une des variantes locales du hamin, à base de viande, haricots et d'épinards, ainsi que son nom l'indique. La pkaïla est souvent préparée pour les fêtes, accompagnée de couscous ou mangée seule.